# Tyrislöt

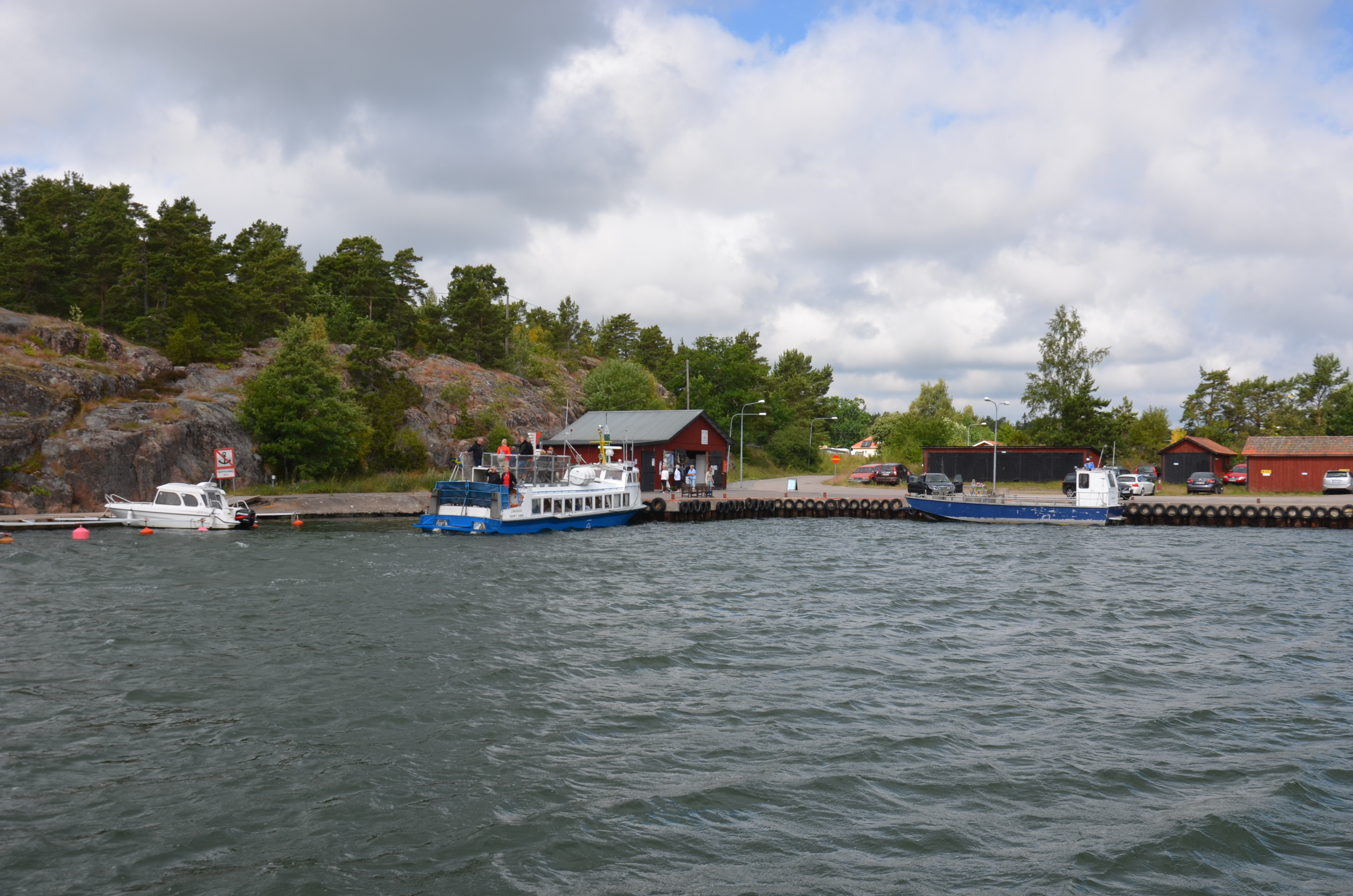
Tyrislöts hamn

Tyrislöt är en by på Norra Finnö i Sankt Anna skärgård i Östergötland med 24 fast bosatta (2012). 
Hamnen i Tyrislöt är noden för att ta sig ut i Sankt Anna skärgård. I Tyrislöt finns Sankt Anna skärgårdsmuseum, kajakuthyrning, campingplats och en mindre affär.
Orten har en liten hamn med lastkaj och pontonbrygga, vilken är en utgångspunkt för båttrafik till Harstena och andra öar i Sankt Anna skärgård med Skärgårdslinjen. Hamnen är också slutpunkt för länsväg 210.

## Historik
Sjöfart har varit huvudnäring i bygden vid sidan om jordbruk och fiske, med Tyrislöt som hemmahamn för skonerter och galeaser i Östersjö- och Nordsjöfart och för som flest ett tiotal skutor. De sista yrkesfiskarna i Tyrislöt flyttade till Öland 1997. 
Namnet Tyrislöt kommer från Tyres (eller Töres) och löt (betesmark). De första bosättningarna skedde antagligen under medeltiden och det första skriftliga belägget är från 1488. Byn Tyrislöt låg fram till laga skiftet 1853−54, då byn hade omkring 50 invånare, samlad vid den största gården, vars mangårdsbyggnad nu används som servering. Två gårdar blev kvar där den gamla byn låg, medan sex gårdar flyttades ut. Söderköpings kommun köpte på 1960-talet de två sammanslagna gårdarna i gamla bycentrum. Som mest fanns i och omkring Tyrislöt 80−90 invånare mot slutet av 1800-talet.

## Fotogalleri

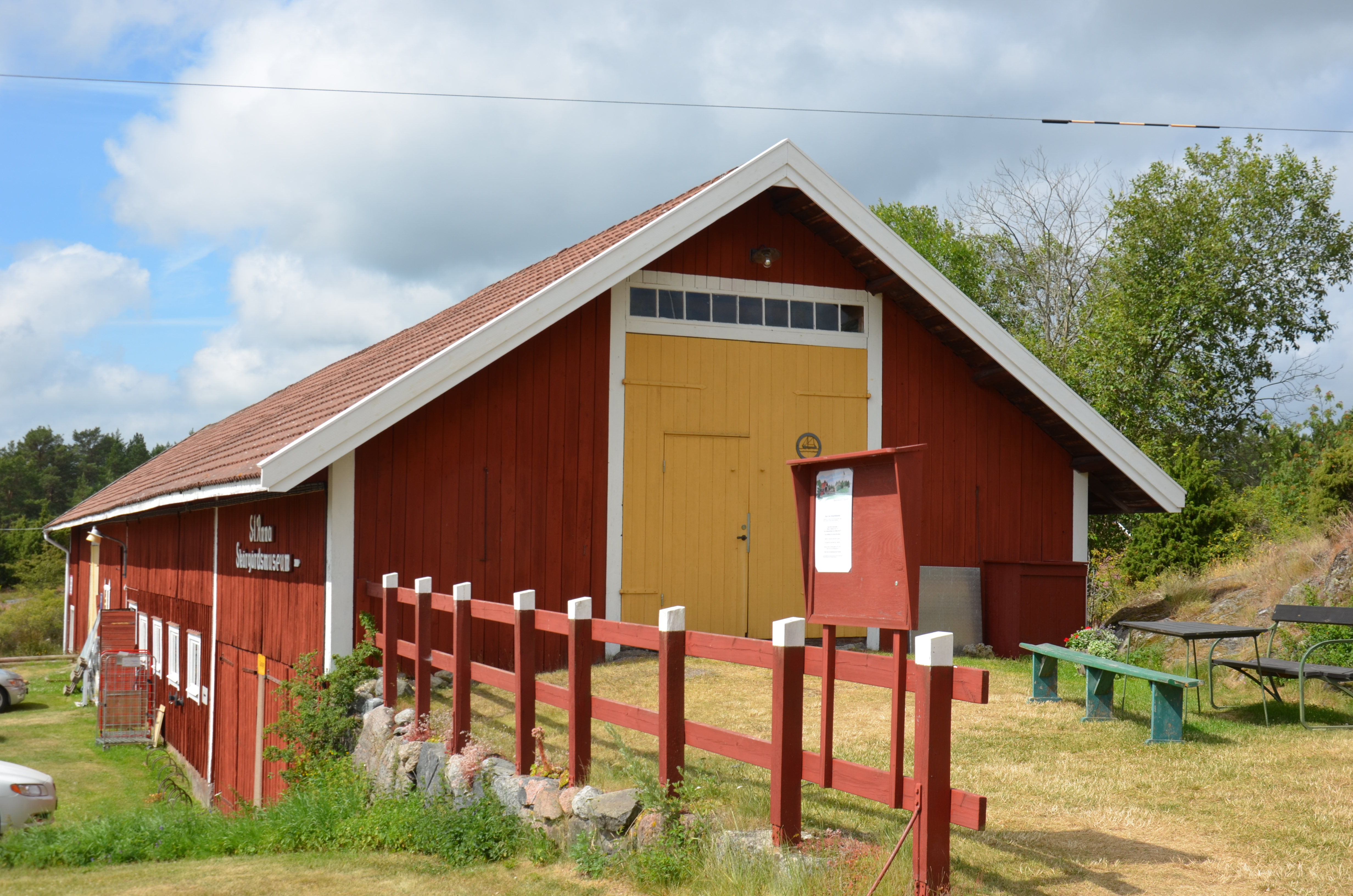
Sankt Anna skärgårdsmuseum
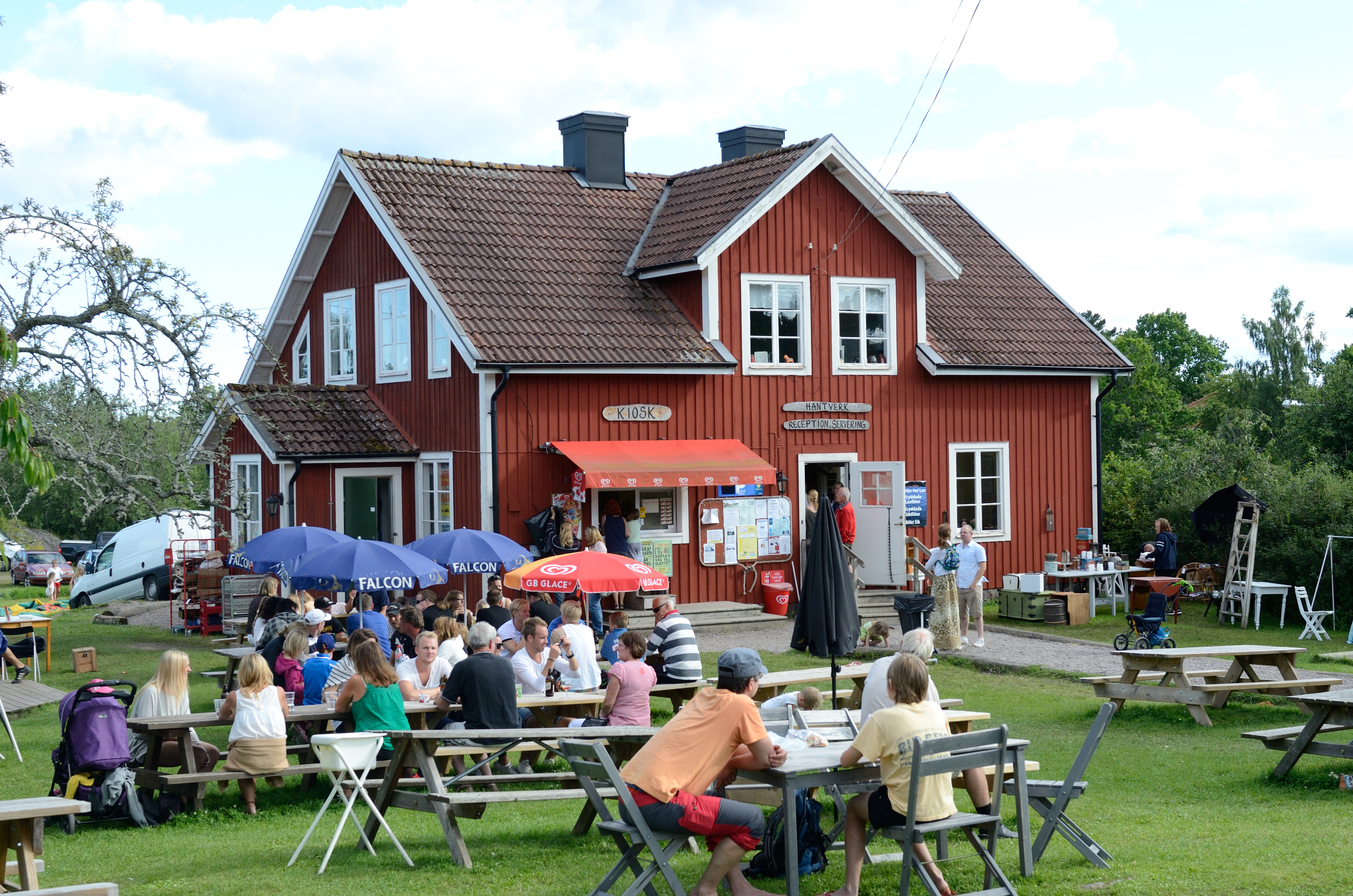
Marknadsdag i Tyrislöt
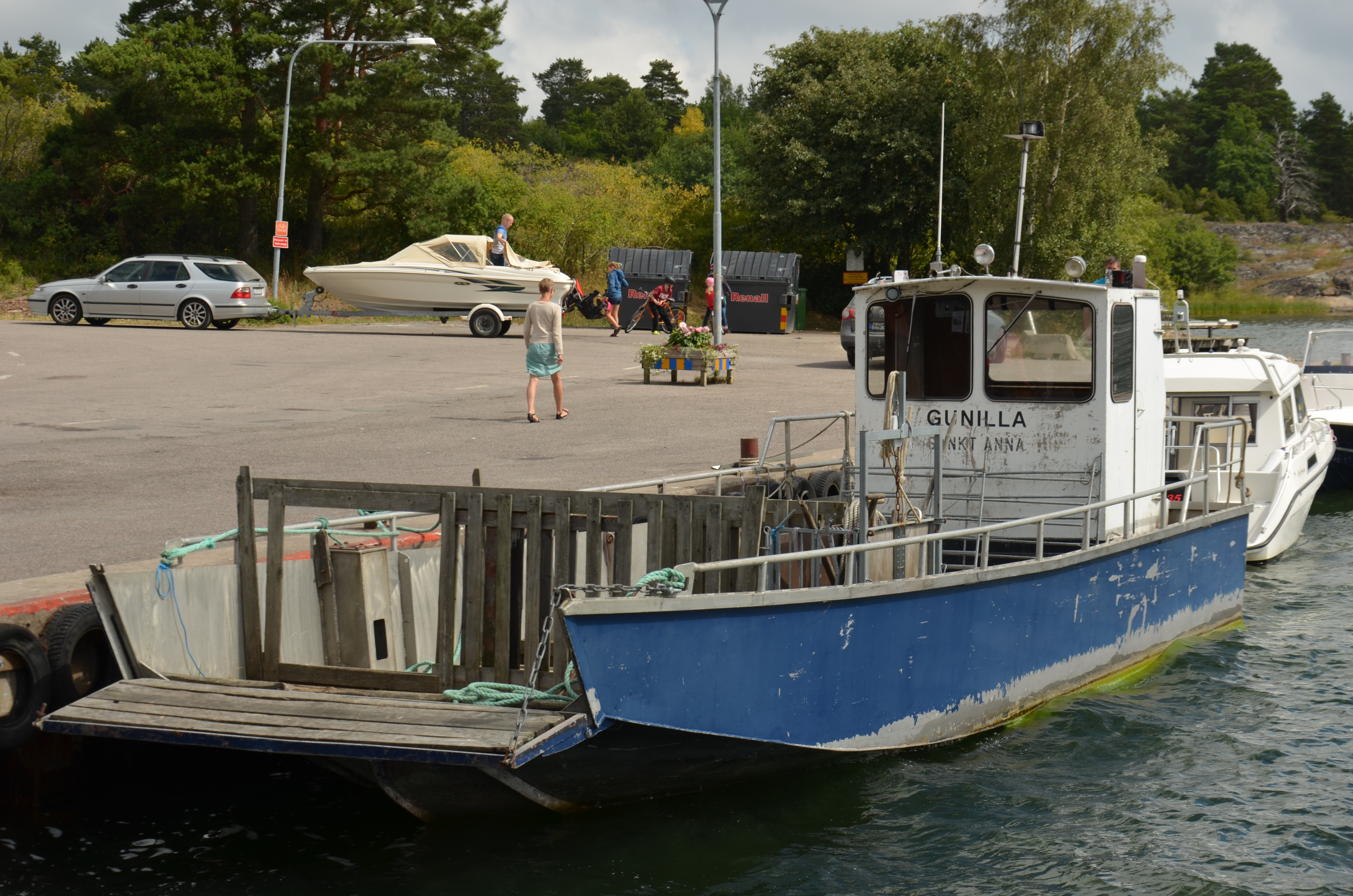
Boskapsfärjan Gunilla i Tyrislöts hamn